# Karmele Llano Sánchez

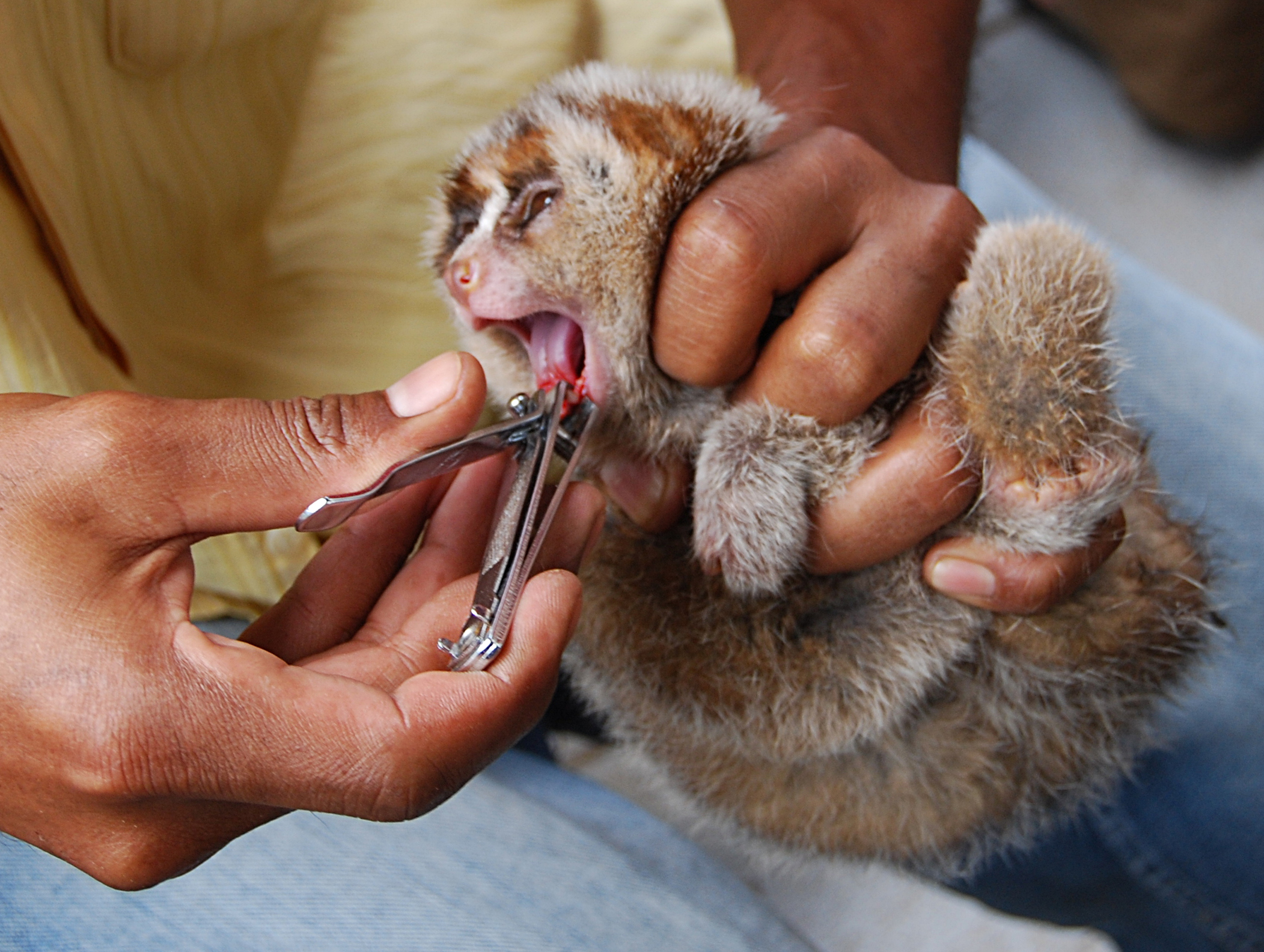
Un col·laborador de la Doctora Llano mostra les dents d'un Loris en un dels centres de rescat d'IAR

Karmele Llano Sánchez (Bilbao, 10 de juliol de 1978) és una activista ambiental, primatòloga i veterinària basca. Es va llicenciar en veterinària l'any 2003 a la Universitat de Lleó, va perfeccionar els seus estudis a la Universitat d'Utrecht (Països Baixos) i va guanyar el doctorat l'any 2011 a la Murdoch University (Austràlia) on va cursar el Masters of Veterinary Science in Conservation Medicine.

## Primers anys a Indonèsia

Mapa d'Indonèsia

Després de treballar en centres de recuperació d'espècies a Veneçuela i als Països Baixos l'any 2003 va viatjar a Indonèsia per treballar tres mesos com a voluntària en els centres de rescat d'animals salvatges i va acabar quedant-se més de deu anys. Llano va començar a treballar a Jakarta, acompanyant a la policia local en batudes orientades a l'alliberament espècies protegides. La veterinària se n'ocupava aleshores de guarir els exemplars ferits i rescatar els orangutans que són venuts al mercat internacional i utilitzats en sessions de zoofilia als prostíbuls o exhibits en combats de boxa als locals de Tailàndia.

## Responsabilitats a la IAR
Llano treballa actualment com a directora executiva de la Yayasan IAR Indonèsia (International Animal Rescue), una ONG britànica dedicada a la defensa de la vida salvatge. L'activitat de Llano, centrada en loris, macacos i orangutans, està dividida entre dos centres: Bogor (en funcionament des del 2007) i Ketapang (en funcionament des del 2009). La seva tasca consisteix a coordinar els projectes d'investigació i conservació, els equips mèdics i veterinaris, el treball administratiu i la recerca de subvencions i ajuts.
Des del 17 de gener de 2014 el centre de rescat d'orangutans de Yayasan IAR Indonesia s'ha convertit en el primer lloc asiàtic en obtenir l'acreditació de la Global Federation of Animal Sanctuaries (GFAS), una credencial d'àmbit mundial que certifica i avala el centre com a santuari d'animals salvatges.

## Activisme ambiental

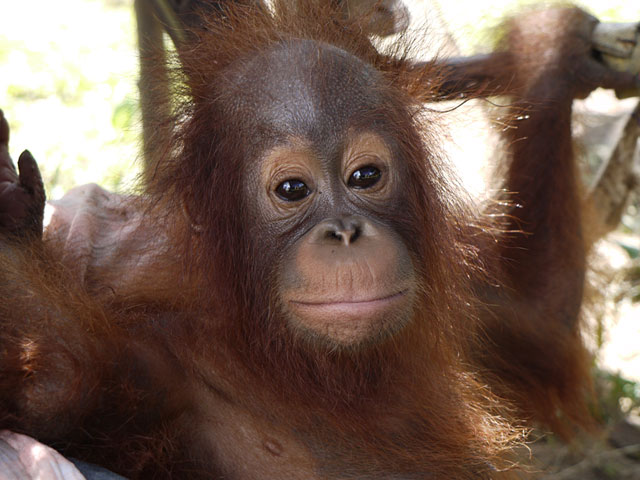
Bunga, un dels orangutans rescatats per la IAR

Des de l'any 2011, el centre que dirigeix Llano, ha desenvolupat una campanya de sensibilització per protegir els loris lents (Nycticebus) a Indonèsia, lligada a un pla estratègic de conservació que molt lentament va assolint petits èxits. Els loris lents es venen com a mascotes a mercats de tota Indonèsia i la caça il·legal d'aquests animals, amb diferents propòsits, és un fet habitual. La superstició que els loris porten mala sort i que es creuen bona part dels indonesis també és una dificultat a l'hora de conscienciar a la població local dels problemes.
D'altra banda, l'equip de Llano lluita des de fa anys contra el desastre mediambiental provocat per la indústria de la palma, que ha portat a la zona una brutal desforestació. Els boscos són substituïts a gran escala pel conreu de la palma, molt sovint provocant incendis per a guanyar terreny a la selva. Tot plegat dona lloc a seriosos problemes de contaminació com ara: augment dels gasos amb efecte d'hivernacle, pèrdua d'hàbitat dels orangutans i d'altres moltes espècies, descens de la biodiversitat, etc. A més, es generen problemes de violència contra les poblacions indígenes. Tot això per aconseguir l'oli de palma, un producte utilitzat en la producció de biocombustibles i en la fabricació de cosmètics, xocolata, galetes, gelat i desenes dels productes més populars de qualsevol supermercat.

## Reconeixements
El treball de Karmele Llano va ser reconegut l'any 2007 amb el Premi Naider Acció i Compromís que atorga Naider, una organització espanyola compromesa amb la construcció d'una societat econòmicament innovadora, socialment justa i ecològicament responsable. Naider va descriure a Llano com una persona d'indubtable valor que encarna les qualitats i la defensa dels principis que són fonamentals per a la visió d'un món sostenible.

## Articles
- Llano Sànches, K. (2009). Malu-Malu: el mono tímido. Información Veterinaria, (07), 15-18.
- Llano Sánchez, K. (2007). Los últimos orangutanes. Información Veterinaria, (11), 22-23. Chicago
- Llano Sánchez, K. (2007). Tráfico de especies salvajes. Información Veterinaria, (10), 16-17. Chicago
- Llano Sánchez, K. (2007). Animales y Enfermedades Exóticas: ¿Dónde está el Riesgo de Pandemia?. Información Veterinaria, (4), 20-22. Chicago
- Mašová, Š., Foitová, I., Sánchez, K. L., Nurcahyo, W., & Gelnar, M. (2015). Light and scanning electron microscopic observations of the nematode (Rictulariidae) parasitizing the Javan slow loris (Nycticebus javanicus) in Indonesia.